# Yax Nuun Ahiin II
Yax Nuun Ahiin II – władca Tikál panujący na przełomie IV i V wieku naszej ery.

## Biografia
Yax Nuun Ahiin II był synem władcy miasta Teotihuacán Yik'in Chan K'awila, którego imię jest tłumaczone jako Sowa-Miotacz Oszczepów (ang. Spearthrower-Owl). Tytuł władcy Tikál Yax Nuun Ahiin II otrzymał prawdopodobnie w wieku dziecięcym lub nastoletnim. Zdaniem badaczy z powodu młodego wieku władcy duże wpływy w Tikál zdobył generał Sihjay K'ahk', sprawując swego rodzaju regencję. Kronikarze majańscy odnotowali, że Sihjay K'ahk' przybył do miasta 15 maja 378 roku, w dniu śmierci poprzedniego władcy, co zdaniem badaczy wskazuje na siłowe przejęcie władzy w Tikál przez możnych związanych z Teotihuacán.
Z Yax Nuun Ahiinem II związane są trzy znajdujące się w Tikál majańskie stele. Dwie z nich, prawdopodobnie wykonane za jego panowania, ukazują władcę nie w stroju majańskim lecz azteckim. Trzecia z nich, wzniesiona przez jego syna, ukazuje Yax Nuun Ahiina II jako azteckiego wojownika, w platerowanym hełmie z wlócznią i tarczą pokrytą wizerunkami azteckich bóstw.
Prawdopodobnie poślubił kobietę pochodzącą z elit miasta Tikál, co miało przekonać do niego tamtejszych możnych. 
Nieznana jest dokładna data jego śmierci. Majańska stela oznaczona numerem 31 wskazuje, że pogrzeb Yax Nuun Ahiina II miał miejsce w maju 404 roku. Z kolei inna stela,  znana jako Hombre de  Tikál (hiszp. Człowiek z  Tikál) wskazuje, że Yax Nuun Ahiin II panował jeszcze w listopadzie roku 406. Jednocześnie, inne źródła wskazują, że w maju 406 miała miejsce ceremonia zwyczajowo odprawiana po śmierci władcy, której miał przewodniczyć niewspominany nigdzie indziej człowiek o imieniu Sihyaj Chan K'inich. Zdaniem badaczy mógł on pełnić rolę regenta, zanim na tron wstąpił Sihyaj Chan K’awiil II 